# 大垣市民病院

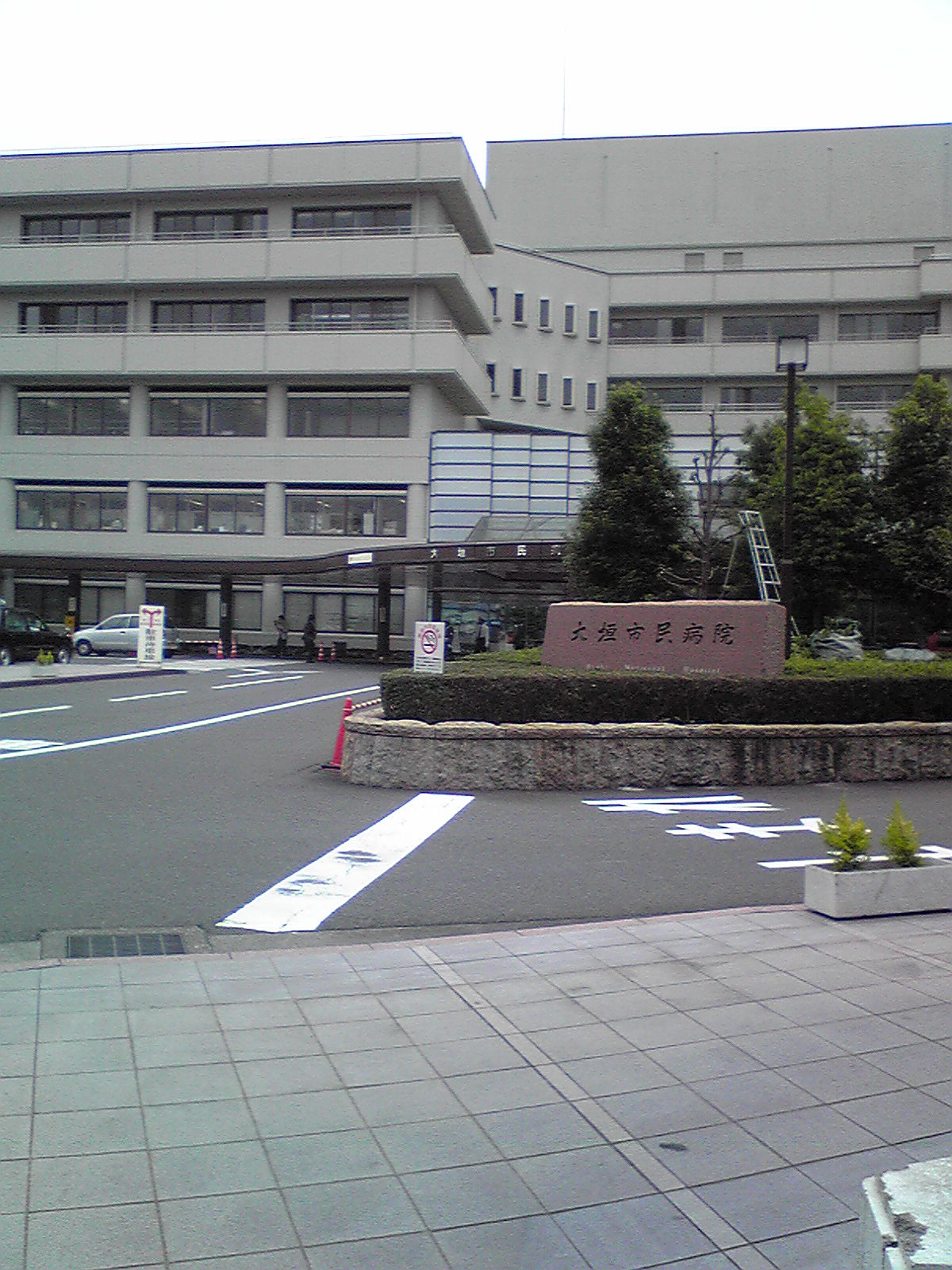
北側玄関口（2007年）

大垣市民病院（おおがきしみんびょういん）は、岐阜県大垣市にある医療機関。大垣市病院事業の設置等に関する条例（昭和41年12月23日条例第21号）に基づき大垣市が運営する公立の病院である。1933年（昭和8年）に開設された大垣市立診療所を前身とする。

## 概要
大垣市民病院は診療科30科・病床数871床（一般771床、結核40床、感染6床）を有す岐阜県下最大規模の病院であり、自治体の運営する病院としては病床数で全国10位（公立医科大学の附属病院を除けば8位）の規模である。日本医療機能評価機構認定病院。臨床研修指定病院。救急指定病院として岐阜県知事により告示されている。
西濃医療圏において500床以上の病床を持つ唯一の大規模病院であるため大垣市外からの来院者も多く、外来診療や一般病床は常に非常に混雑している。特に救命救急センターは年間約7,500台の救急搬送・約50,000人の救急外来を受け入れており、東海地方のみならず全国トップクラスの忙しさとなっている。急性期医療において特に患者の多い小児医療に関しては、時間外でも本院の小児科医が日直・当直によって24時間診療を受け持つほか、毎週土曜・木曜の夜間に関しては大垣市の事業として救命救急センター内に小児夜間救急室（一次救急医療）が設置されている。
産科を中心とした出産・新生児医療においては、本院は2008年2月1日より地域周産期母子医療センターに指定されており、岐阜県の周産期医療体制のなかでハイリスク出産を引き受ける三次医療機関としての役割を担っている。また日本でも先駆けて導入されたNICU（新生児特定集中治療室）での新生児心臓病治療や小児循環器医療・新生児医療を中心領域とする第二小児科の設置など先進的な取り組みがなされており、新生児心臓病の外科治療においては東海地方屈指の治療実績を有している。しかしその一方で、西濃地域唯一のNICUを持ち、滋賀県北部など他県からの搬送も受け入れるなど近隣地域のハイリスク出産が本院に集中する状況（年間分娩取り扱い500～600件、うち150～200件が救急搬送による分娩）になっているが、NICUの数に比してNCU（新生児治療室）の数が少なく受け入れ態勢が万全であるとは必ずしもいえない。
また、2020年より小児外科常勤医師が不在となり、非常勤務医による診療となっているため、予定手術は現在も行っているが、緊急手術や新生児外科手術は手術ができる施設に搬送している。現在県内で小児外科常勤医師が勤務し、手術に対応しているのは岐阜県総合医療センター1名、長良医療センター2名、岐阜大学病院2名のみである。
そのほか診療面の特徴として、本院は病院の規模が大きく手術数が全科的に非常に多くなっている。脳神経外科においては近隣に常時手術を行える病院がないため、緊急の場合には西濃地域のみならず三重県北部や滋賀県北・東部から搬送されてくることも少なくない。循環器科に関しては虚血性心臓病の症例数が非常に多く名古屋大学関連病院としては最多、全国でも有数の症例数となっている。形成外科に関しては本科自体の設置病院数が少ないことと常勤医3名という充実した診療体制もあり、診療圏は滋賀県東部から岐阜・中濃地域、愛知県西部にまで至っている。また癌診療においては地域がん診療連携拠点病院に指定されており胃がん・直腸がん・結腸がんなど消化器系の癌においては、いずれも全国でも最多クラスの症例数となっている。内科分野に関しては、血液内科において無菌室が7室備えられているほか、化学療法や造血幹細胞移植など高度な診療水準となっている。また呼吸器科に関しては、1996年より近隣の医療機関と協力して西濃喘息研究会を立ち上げ、西濃地域における喘息での死亡者数を0に近づける努力が行なわれている。そのほか放射線照射に関しても日本でもトップレベルの実施数となっている。そのほか地域災害医療センター・小児救急医療拠点病院・第二種感染症指定医療機関・西濃地域リハビリテーション広域支援センターなどの指定を受けており、西濃地域の基幹病院としての重責を負っている。
設備面においてはMRIやSPECT、マンモグラフィなど多数の高度医療機器を備えている。施設面においては、1982年から順次進めてきた管理棟・病棟の改築が3病棟の竣工をもって完成しており、この際にがん化学療法を外来で行う「通院治療センター」（全国最大規模）や東海地方最大級の輸血センターなどの高度な医療設備、災害医療・救命救急対策としてヘリポートの整備などが行われた。ICUやNICUなどの各集中治療室はいずれも岐阜県で最大規模の病床数を有しており、救急医療・高度医療に対応している。外来患者が多いことに対応して、周辺には大小かなりの数（第55駐車場まで、欠番が多いので実際には28ヶ所）の駐車場が整備されている。また2007年1月から外来診療において、同年2月からは病棟においても電子カルテが導入されておりIT化が進められている。そのほか敷地内には職員向けに院内保育園も設置されている。また、岐阜県結核予防計画に基づく結核病床を有する病院である。他に県内では長良医療センター、羽島市民病院、岐阜県立多治見病院、白鳥病院など当院を含めて9病院が指定されている。
そのほかの特徴としては、医療ソーシャルワーカーの配置されたよろず相談センターが設置されており、医療相談や福祉相談を受け付けているほか、地域医療の担い手として同センター内に地域連携部門を設けるなど病診連携にも積極的である。また小児病棟には大垣市立南小学校・南中学校の分校として院内学級「こぶし学級」が設置されており、長期入院患者の学習環境をフォローしている。なお本院は敷地内は全面禁煙となっている。
経営面の特徴として、全国的に自治体経営病院が赤字に苦しむなかで、大垣市民病院においては純利益約10億円・利益剰余金約67億円・医業収支比率約107%（平成17年度決算値）と全国有数の優良経営病院となっている。その反面で前述の通り混雑が常態化しており、市民の中には混雑解消への対策を望む声もある。しかしその一方で本院でも救急外来などを中心に安易な受診が散見されるなど、限られた医療資源の中で利用する側にも慎重になるべき点があるといえる。

## 沿革
- 1933年（昭和8年）1月8日：大垣市立診療所として大垣市郭町106番地の1（現：郭町1丁目）の洋館（鹿鳴館）を改修して開業。内科と外科のみ。
- 1935年（昭和10年）：大垣市郭町62番地の3（現：丸の内2丁目、大垣市役所前）に移転。
- 1938年（昭和13年）：安八郡全3ヶ町17ヶ村と不破郡3ヶ村（宇留生・静里・綾里）が経営に加わり、大垣市外二十ヶ町村診療組合立大垣病院と名称変更[13][14][15]。
- 1943年（昭和18年）：農業団体法施行に伴い、岐阜県信用購買販売利用組合連合会大垣病院となる。小児科、産婦人科、耳鼻咽喉科などの診療開始。
- 1944年（昭和19年）1月：岐阜県農業会大垣病院となる。
- 1945年（昭和20年）：現在の大垣市藤江町5丁目に一時疎開。
- 1948年（昭和23年）2月：岐阜県農業会西濃病院と改称。
- 1948年（昭和23年）8月：農業協同組合法施行に伴い、岐阜県厚生農業協同組合連合会西濃病院となる。
- 1959年（昭和34年）10月：大垣市に移管され、大垣市民病院となる[16]。
- 1961年（昭和36年）6月：大垣市南頬町4丁目（現在地）に移転[16]。
- 1965年（昭和40年）3月：救急病院に指定される。
- 1979年（昭和54年）4月：岐阜県立大垣高等看護学院（後の岐阜県立大垣看護専門学校、現在の大垣市医師会看護専門学校）の実習病院となる。
- 2005年（平成17年）1月7日：地域がん診療拠点病院に指定。
- 2006年（平成18年）12月：1982年から順次進められてきた管理棟・病棟の改築工事が完成する。
- 2008年（平成20年）2月：地域周産期母子医療センターに指定される。

## 組織概要

### 診療部
- 診療各科
- 臨床病理科
- 透析センター（30床）
- 新生児集中治療室（NICU15床）
- 中央内視鏡室
- 中央手術室
- 中央材料室
- 通院治療センター

### 救急・集中医療部
- 救命救急センター（救急室、ICU11床、CCU4床、HCU15床、PICU3床）

### 健康管理部
- 健康管理センター

### 薬剤部
- 管理科
- 調剤科
- 医薬情報科

### 医療技術部
- 診療検査科（外来放射線室、中央放射線室 ほか）
- 輸血センター
- リハビリテーションセンター
- 臨床工学技術科

### 看護部
- 外来系
- 病棟系

### 事務局
- 庶務課
- 施設課
- 医事課

## 診療科
- 総合内科（膠原病外来も含む）
- 血液内科
- 循環器科
- 呼吸器科
- 小児科
- 産婦人科
- 脳神経外科
- 整形外科
- 心臓血管外科
- 皮膚科
- 耳鼻咽喉科（頭頸部外科も含む）
- 麻酔科
- 精神神経科
- 糖尿病・腎臓内科
- 神経内科
- 消化器科
- 泌尿器科
- 第二小児科（小児循環器・新生児科）
- 外科・小児外科(現在小児外科は非常勤務医による診療)
- 形成外科
- 胸部外科
- 呼吸器外科
- 眼科
- 歯科口腔外科
- 放射線科
- リハビリテーション科

## 専門外来
- セカンド・オピニオン外来
- 禁煙外来（呼吸器科）
- 膠原病外来（総合内科）
- 小児科専門外来（小児科）
  - アレルギー外来
  - 肝臓外来
  - 神経外来
  - アトピー外来
  - 心身症外来
- 小児外科外来（外科）
- 乳腺外科外来（外科）
- 血管外科外来（外科）
- ペースメーカー外来（胸部外科）
- 不妊外来（産婦人科）
- 斜視外来（眼科） ほか

## 小児夜間救急室
大垣市における小児一次救急医療の充実のために2004年（平成16年）に開設された施設。大垣市民病院1階に併設されており、大垣市医師会に所属する小児科医師もしくは小児科標榜医が持ち回りで当番をして診察にあたっている。本救急室では一次救急医療を担っており、二次救急医療を必要とされるような症状や救急搬送などの症例の場合には大垣市民病院の小児科医が診療にあたっている。大垣市の事業ではあるが、大垣市周辺の市町村からの受診者も多くなっている。従来は土曜日のみの診療であったが、2007年（平成19年）の4月より大垣市外の医師も加わり木曜日の診療も開始した。

### 所在地
- 大垣市民病院救命救急センター（受付は救急外来受付にて）

### 受付時間
- 木曜日・土曜日：18：30～22：00（8月15日・祝日・年末年始を除く）
  - 日祝日・深夜などの場合は大垣市急患医療センター（東外側町）や大垣市民病院での直接受診となる。詳細は大垣市保健センター（75-2322）への問い合わせとなる。

### 沿革
- 2004年（平成15年）4月：大垣市民病院に小児夜間救急室が設置される。
- 2007年（平成19年）4月：大垣市外の医師が加わり、毎週木曜日の夜間の診療を始める。

## 医療機関指定
出典
| 医師臨床研修施設                                   | エイズ治療の拠点病院 |
| がんゲノム医療連携病院                             | 岐阜県地域周産期母子医療センター認定施設                                                                                       |
| 岐阜県特定不妊治療費助成事業医療機関               | 岐阜DMAT指定病院 |
| 救急告示病院                                       | 原子爆弾被爆者一般疾病指定病院                                                                                                 |
| 原子爆弾被爆者に対する援護に関する法律指定医療機関 | 原子力災害医療協力機関 |
| 国民健康保険療養取扱機関                           | 歯科医師臨床研修施設 |
| 新型コロナウイルス感染症重点医療機関               | 児童福祉法による助産施設 |
| 身体障害者福祉法指定医                             | 小児救急医療拠点病院 |
| 指定小児慢性特定疾病医療機関                       | 指定自立支援医療機関（腎臓・整形外科・口腔・心臓脈管外科・眼科・耳鼻咽喉科・脳神経外科・小腸・免疫・精神通院に関する）指定病院 |
| 指定養育医療機関                                   | 生活保護法指定病院 |
| 第二種感染症指定医療機関                           | 地域医療支援病院 |
| 地域がん診療連携拠点病院                           | 地域災害医療センター指定病院                                                                                                   |
| 地域災害拠点病院                                   | 透析療法従事職員研修実習施設病院                                                                                               |
| 特定疾患治療研究受託病院                           | 保険医療機関 |
| 母体保護法指定医                                   | 難病の患者に対する医療等に関する法律指定医療機関                                                                               |
| 日本医療機能評価認定病院                           | 労災保険指定病院 |

## 交通アクセス

### 最寄りのバス停
- 名阪近鉄バス赤坂市民病院線・荒尾線ほか 「市民病院前」バス停下車、徒歩で約1分。
- 名阪近鉄バス赤坂市民病院線・荒尾線ほか 「禾ノ森（のぎのもり）」バス停下車、徒歩で約5分。

### 大垣駅からのアクセス
- 大垣駅前バスのりば（大垣駅南口）
  - 2番のりば：海津線（高須行き・横曽根橋行き）、輪之内線（輪之内文化会館行き）、羽島線（岐阜羽島駅行き）、岐垣線（岐阜聖徳学園大学行き）、ソフトピア線（一部のみ、岐阜羽島駅行き）で約8分。
  - 3番のりば：赤坂市民病院線（総合庁舎行き）、黒野線（総合庁舎行き）、荒尾線（市民会館行き）で約8分。
  - 4番のりば：荒崎線（一部のみ、十六町行き）で約9分。